# Quận Fort Bend, Texas
Quận Fort Bend (tiếng Anh: Fort Bend County) là một quận trong tiểu bang Texas, Hoa Kỳ. Quận lỵ đóng ở thành phố Richmond6. Theo kết quả điều tra dân số năm  2000 của Cục điều tra dân số Hoa Kỳ, quận có dân số người.

## Thông tin nhân khẩu
Theo điều tra dân số 2 năm 2000, quận đã có dân số 354.452 người, 110.915 hộ gia đình, và 93.057 gia đình sống trong quận. Mật độ dân số là 405 người trên một dặm vuông (156/km ²). Đã có 115.991 đơn vị nhà ở với mật độ trung bình là 133 dặm vuông (51/km ²). Thành phần chủng tộc gồm 56,96% người da trắng (46,21% người da trắng không Hispanic), 19,85% da đen hay người Mỹ gốc Phi, 0,30% người Mỹ bản xứ, 11,20% người châu Á, Thái Bình Dương 0,04%, 9,10% từ các chủng tộc khác, và 2,56% từ hai hoặc nhiều hơn các chủng tộc. 21,12% dân số là người Hispanic hay Latino thuộc chủng tộc nào.